# تومي هنتر
تومي هنتر (بالإنجليزية: Tommy Hunter)‏ (و. 1986  م) هو لاعب كرة قاعدة، من الولايات المتحدة، ولد في إنديانابوليس، إنديانا، يلعب كمرسل الكرة ‏.

## روابط خارجية
- تومي هنتر على موقع دوري كرة القاعدة الرئيسي (الإنجليزية)
- تومي هنتر على موقعبيزبول رفرنس.كوم (الدوري الرئيسي) (الإنجليزية)
- تومي هنتر على موقعبيزبول رفرنس.كوم (الدوري الثانوي) (الإنجليزية)
- تومي هنتر على موقع إي إس بي إن.كوم (أم.أل.بي) (الإنجليزية)
- تومي هنتر على موقع مشجعي الرسوم البيانية (الإنجليزية)